# دنيس بيزبورودكو
دنيس بيزبورودكو (بالأوكرانية: Безбородько Денис Олегович)‏ (31 مايو 1994 بتشرنيغوف في أوكرانيا - ) هو لاعب كرة قدم أوكراني في مركز الهجوم. شارك مع منتخب أوكرانيا تحت 19 سنة لكرة القدم ومنتخب أوكرانيا تحت 21 سنة لكرة القدم. أما مع النوادي، فقد لعب مع زوريا لوهانسك ونادي شاختار دونيتسك وFC Shakhtar-3 Donetsk ‏ ونادي إيليتشيفيتس ماريوبول.

## روابط خارجية
- دنيس بيزبورودكو على موقع الاتحاد الأوربي (الإنجليزية)
- دنيس بيزبورودكو على موقع اتحاد أوكرانيا (الإنجليزية)
- دنيس بيزبورودكو على موقع قاعدة بيانات كرة القدم.إي يو (الإنجليزية)
- دنيس بيزبورودكو على موقع Soccerway.com (الإنجليزية)
- دنيس بيزبورودكو على موقع عالم كرة القدم.نت (الإنجليزية)
- دنيس بيزبورودكو على موقع AS.com (الإسبانية)